# كينا كامبل
كينا كامبل (بالإنجليزية: Kenna Campbell)‏ هي مغنية بريطانية، ولدت في 21 يوليو 1937 في Greep ‏ في المملكة المتحدة.

## وصلات خارجية
- كينا كامبل على موقع ميوزك برينز (الإنجليزية)
- كينا كامبل على موقع ديسكوغز (الإنجليزية)